# Manthelan
 Manthelan  es una población y comuna francesa, en la región de  Centro, departamento de Indre y Loira, en el distrito de Loches y cantón de Ligueil.

## Demografía
| 1243 | 1202 | 1100 | 1093 | 1075 | 1145 | 1363 |
| Para los censos de 1962 a 1999 la población legal corresponde a la población sin duplicidades (Fuente: INSEE [Consultar]) |      |      |      |      |      |      |